# Oekraïense presidentsverkiezingen 1991
De Oekraïense presidentsverkiezingen van 1991 waren de eerste presidentsverkiezingen in de geschiedenis van het land en werden op 1 december 1991 gehouden. Het land verklaarde zich op 24 augustus 1991 onafhankelijk van de Sovjet-Unie (USSR) en bij een tegelijkertijd gehouden referendum sprak 92% van de kiesgerechtigden zich uit voor afscheiding van de USSR. De onafhankelijkheid ging op 26 december 1991, de dag waarop de USSR formeel werd ontbonden.
Aan de presidentsverkiezingen namen in totaal zes kandidaten deel. Leonid Kravtsjoek, een partijloos politicus en voorzitter van de Verchovna Rada (Opperste Sovjet), werd met bijna 62% van de stemmen gekozen tot eerste president van Oekraïne. Zijn inauguratie vond plaats 5 december 1991 plaats.

## Uitslag
| Afbeelding                     | Afbeelding                     | Kandidaat                      | Partij                                             | Stemmen    | %      |
| ------------------------------ | ------------------------------ | ------------------------------ | -------------------------------------------------- | ---------- | ------ |
|                                |                                | Leonid Kravtsjoek              | Partijloos                                         | 19.643.481 | 61,6   |
|                                |                                | Vjatsjeslav Tsjornovil         | Volksbeweging van Oekraïne                         | 7,420,727  | 23,3   |
|                                |                                | Levko Loekjanenko              | Oekraïense Republikeinse Partij                    | 1.432.556  | 4,5    |
|                                |                                | Volodymyr Chrynyov             | Partij voor de Democratische Opleving van Oekraïne | 1.329.758  | 4,2    |
|                                |                                | Igor Joechnovski               | Partijloos                                         | 554.719    | 1,7    |
|                                |                                | Leopold Taboerjanski           | Partijloos                                         | 182.713    | 4,2    |
| Tegen alle kandidaten          |                                |                                |                                                    |            |        |
| Ongeldige stemmen              | Ongeldige stemmen              | Ongeldige stemmen              | Ongeldige stemmen                                  |            | -      |
| Totaal                         | Totaal                         | Totaal                         | Totaal                                             | 31.891.742 | 100,00 |
| Geregistreerde kiezers/Opkomst | Geregistreerde kiezers/Opkomst | Geregistreerde kiezers/Opkomst | Geregistreerde kiezers/Opkomst                     | 37.885,555 | 84,2   |
| Bron: Nohlen et al.            |                                |                                |                                                    |            |        |